# The Cursed Crusade
The Cursed Crusade est un jeu vidéo d'action-aventure développé par Kylotonn, sorti en 2011 sur Windows, PlayStation 3 et Xbox 360.

## Accueil
- Famitsu : 26/40[1]
- Jeuxvideo.com : 10/20[2]